# Max Grundig
Max Grundig (Nuremberg, 7 de maio de 1908 - Baden-Baden, 8 de dezembro de 1989) foi um empresário alemão, fundador da empresa de Fürth que leva o seu nome, um nome de referência em produtos electrónicos de consumo (produtos castanhos). Apesar de ter sido um grande empresário, Max Grundig era geralmente tido como pouco carismático.
O pai de Max Grundig, Emil Grundig, morreu quando o filho tinha doze anos.

## Criação da Grundig
A "Radio-Vertrieb Fürth, Grundig & Wurzer, Handel mit Radiogeräten" foi fundada em 15 de Novembro de 1930. A mãe do jovem fundador (22 anos) hesitou em assinar o contrato para a renda da loja, mas acabou por assentir.
A empresa dedica-se ao fabrico e venda de rádios. Já em 1938, a Grundig atinge o montante de vendas de um milhão de Marcos.

## Segunda Guerra Mundial
Durante a Segunda Guerra Mundial a Grundig constrói tranformadores para a Wehrmacht, recorrendo ao uso de escravos, 150 trabalhadores forçados ucranianos.

## Pós-Guerra
Finda a guerra, a Grundig vive os seus anos dourados. É uma das empresas associadas por excelência ao Wirtschaftswunder. A estratégia passa novamente pelo rádio, incluindo a construção do famoso Heinzelmann, uma construção que é vendida como componente, evitando
restrições ao consumo de produtos acabados, quando na Alemanha ainda se fazia o racionamento.
Mas em breve a Grundig estará a construir novos produtos: Televisões, gravadores de som, aparelhagens de som.
Em 1954, ano em que a Alemanha foi campeã do mundo de futebol (na Suíça) e os alemães re-ganharam o sentimento de orgulho a nível internacional - Wir sind wieder wer! (nós
somos outra vez alguém), milhares de alemães seguem a final com um televisor Grundig, vendido nesse ano pela primeira vez a um preço inferior a 1000 DM.

## Princípio do fim
Os negócios correm bem nos anos 1960 e 1970, mas nos anos 1980, a concorrência japonesa vai dominar o mercado da electrónica. Empresas alemãs só podem apostar num nicho de mercado (o caso da Loewe) ou ir à falência (como a Grundig). A Grundig, no entanto, é demasiado grande para se dedicar a um nicho e demasiado pequena para concorrer com Sony e outros gigantes japoneses.

## System Video 2000
A maior derrota da Grundig foi o avultado investimento no desenvolvimento do System Video 2000, que era tecnicamente refinado mas demasiado caro e tardio para concorrer com os modelos dos sistemas de video (Beta e VHS) dos japoneses.

## Philips
Em 1984 a Philips assume o controle da Grundig, que continuará deficitária. Em 1996, a Philips deixa o controle, após perda de 1500 milhões de marcos.